# Jüdischer Friedhof (Laufenselden)

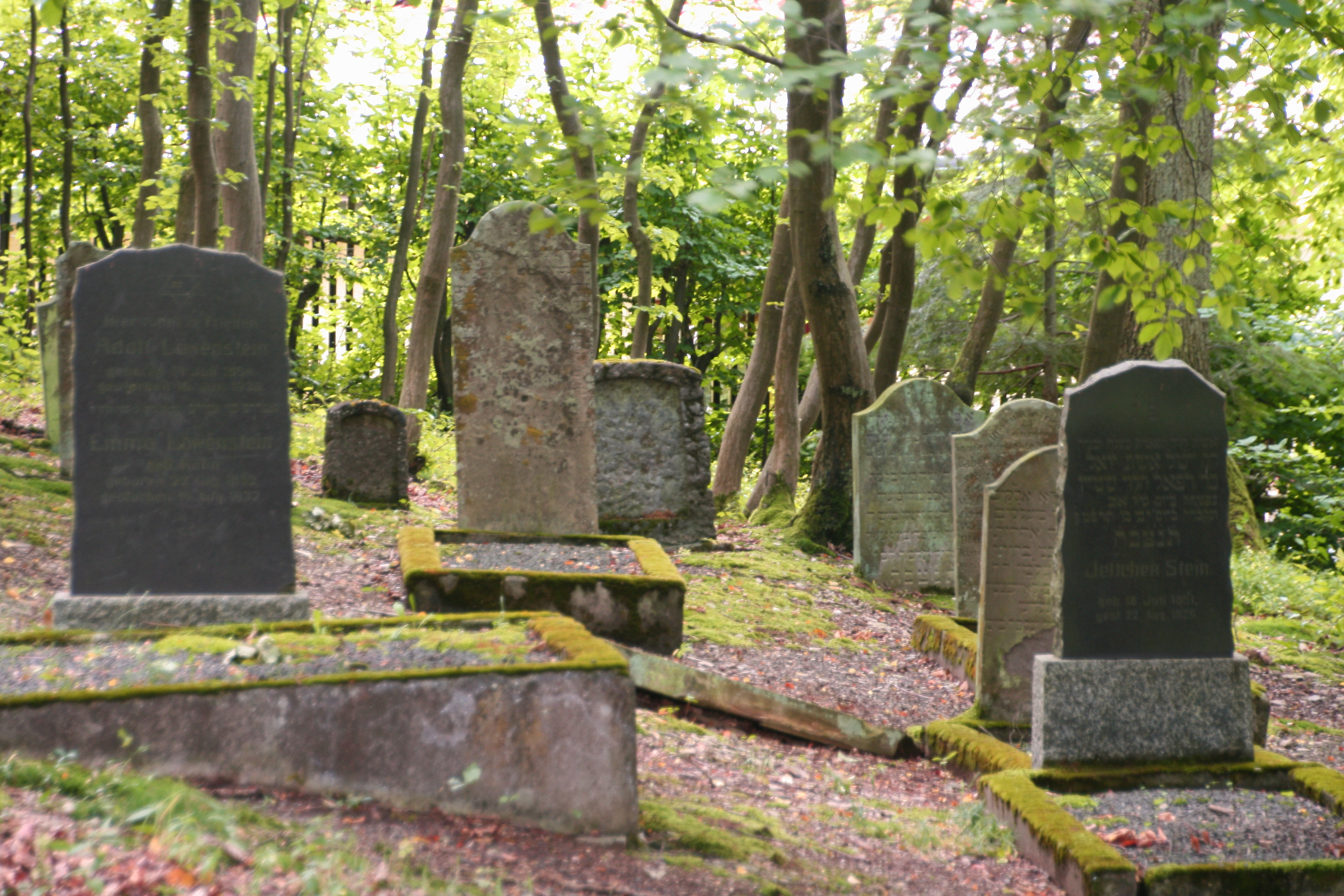
Jüdischer Friedhof in Laufenselden

Der Jüdische Friedhof Laufenselden in Laufenselden, einem Ortsteil von Heidenrod im Rheingau-Taunus-Kreis, umfasst eine Fläche von 76,17 ar.

## Geschichte
Angelegt wurde der Friedhof im 18. Jahrhundert. Er diente auch den jüdischen Gemeinden von Holzhausen und Kemel als Begräbnisstätte. 1762 bildeten die jüdischen Gemeinden eine Chewra Kadischa (Beerdigungsbruderschaft). In der Zeit des Nationalsozialismus wurde der Friedhof zerstört. Es stehen noch ca. 60 bis 90 Grabsteine. Außerhalb des mit einem Holzzaun umfriedeten Areals liegen ca. 15 weitere Grabsteine. Der älteste erhaltene Grabstein stammt von 1816.

## Lage
Gelegen ist der Friedhof östlich des Ortes in einem Waldgebiet in der Gabelung von Schmiedweg und Mühlhecke hinter einigen Wohnhäusern, ein verstecktes Hinweisschild zeigt seine Lage an. Der Schlüssel zum Friedhofsgelände kann bei der Gemeindeverwaltung Heidenrod, Rathausstr. 9, 65321 Heidenrod abgeholt werden.